# Megachile luteipes
Megachile luteipes är en biart som beskrevs av Heinrich Friese 1908. Megachile luteipes ingår i släktet tapetserarbin, och familjen buksamlarbin. Inga underarter finns listade i Catalogue of Life.